# Liste der Monuments historiques in Aubervilliers
Die Liste der Monuments historiques in Aubervilliers führt die Monuments historiques in der französischen Gemeinde Aubervilliers auf.

## Liste der Bauwerke
| Bezeichnung                                                              | Beschreibung | Standort                       | Kennzeichnung | Schutzstatus | Datum     | Bild           |
| ------------------------------------------------------------------------ | ------------ | ------------------------------ | ------------- | ------------ | --------- | -------------- |
| Kirche Notre-Dame-des-Vertus                                             |              | 1, rue de Paris (Lage)         | PA00079927    | Classé       | 1922 1932 | weitere Bilder |
| Ehemalige Streichholzfabrik, ehemaliger Sitz der Documentation française |              | 124, rue Henri-Barbusse (Lage) | PA93000019    | Inscrit      | 2005      | weitere Bilder |

## Liste der Objekte
- Monuments historiques (Objekte) in Aubervilliers in der Base Palissy des französischen Kultusministeriums